# 張澍
張 澍（ちょう じゅ、乾隆46年（1781年） - 道光27年（1847年））は、清代の考証学者。字は百瀹、号は介侯。

## 生涯
涼州府（現在の甘粛省）武威県の人。嘉慶4年（1799年）に進士に及第し、翰林院庶吉士に選ばれる。散館の後玉屏県の知県となったが、病のために戻った。後に屏山県、興文県の知県に任じられたが、父の喪に服するため辞職した。丁憂が明けた後に永新県の知県、臨江府の通判に任じられたが、罪に問われて解任された。復官後は瀘溪県の補県に任じられたが、またも丁憂のために辞職した。
陳寿の『諸葛亮集』と裴松之註の『襄陽記』などを参考として、諸葛亮の一族（諸葛懐・諸葛質・諸葛望ら）についての『諸葛忠武侯文集』・『編集諸葛忠武侯文集自序』を著した。
他にも『養素堂文集』・『姓氏尋源』・『諸葛亮文集全釈』（方家常との共著、貴州人民出版社）などを著している。
中華人民共和国の歴史学者・張崇琛は、張澍が記した諸葛一族は後世の創作であろうと指摘し、その実在を否定している。